# Euborellia
Euborellia là một chi động vật cánh da họ Anisolabididae, thuộc phân bộ Forficulina, và bộ Dermaptera.
Chi này được trích dẫn bởi Srivastava trong phần 2 của Động vật Ấn Độ. Euborellia gồm các loài có kích thước nhỏ sẫm màu. Các loài trong chi có thể khó để phân biệt với nhau. Có khoảng 50 loài.
Loài bao gồm:
- Euborellia ambigua
- Euborellia angustata[6]
- Euborellia annulata
- Euborellia annulipes
- Euborellia aporonoma
- Euborellia brunneri
- Euborellia caraibea
- Euborellia cincticollis
- Euborellia eteronoma
- Euborellia femoralis
- Euborellia fulviceps
- Euborellia hispanica
- Euborellia moesta
- Euborellia ornata[2]
- Euborellia pallipes
- Euborellia plebeja
- Euborellia sakaii
- Euborellia stali